# 常在寺 (豊島区)

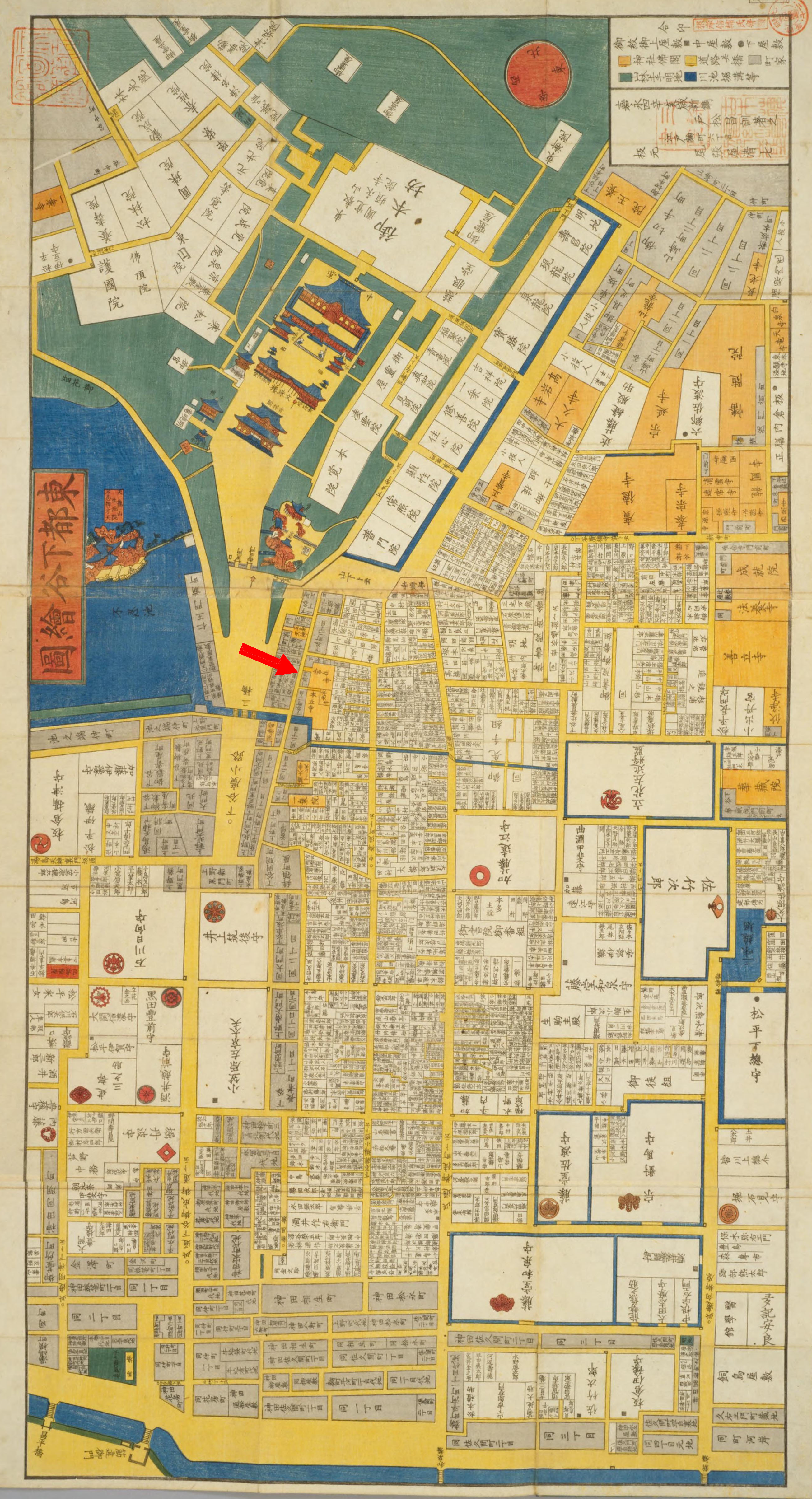
江戸時代の下谷付近（台東区）

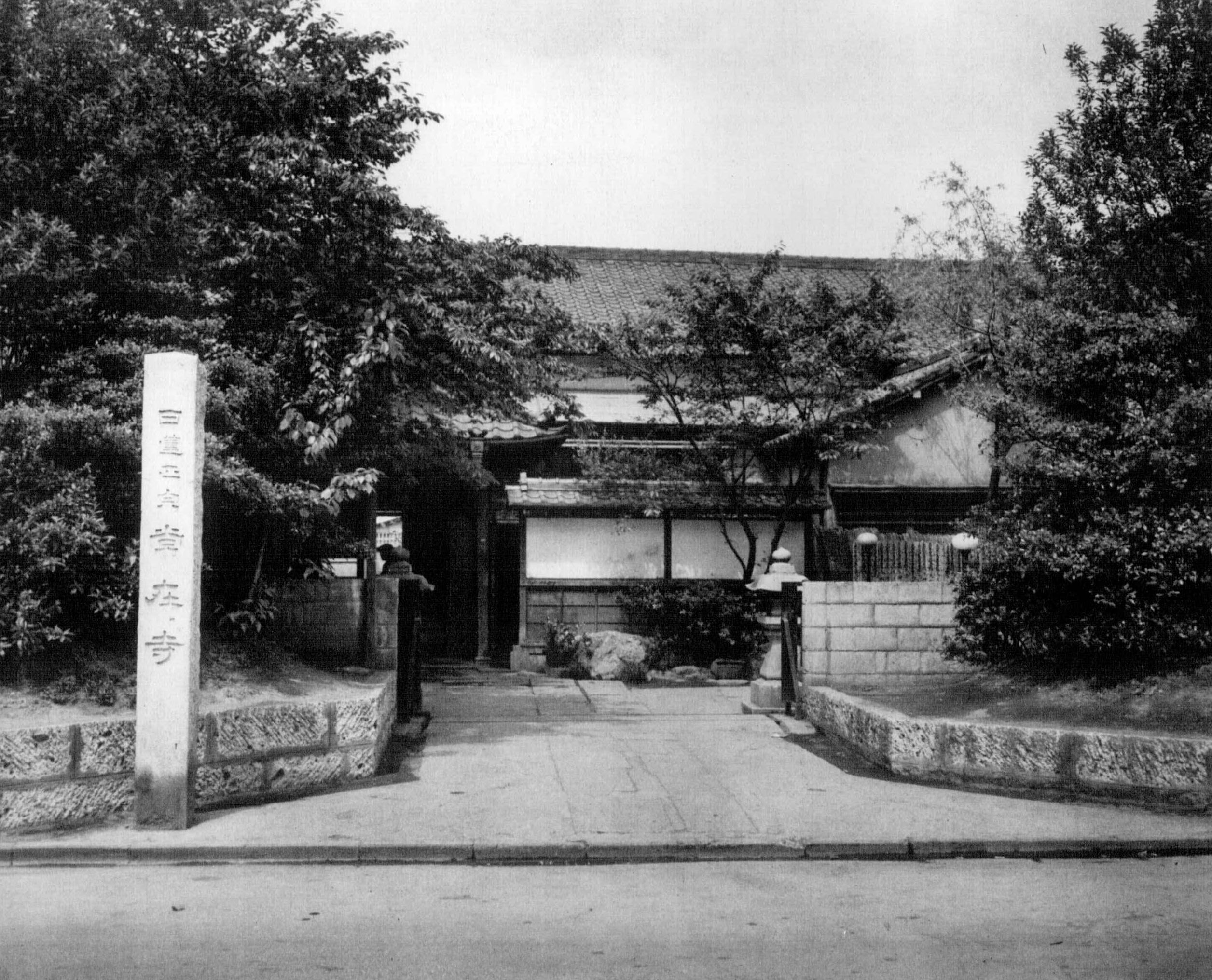
木造の頃の常在寺（昭和35年頃）

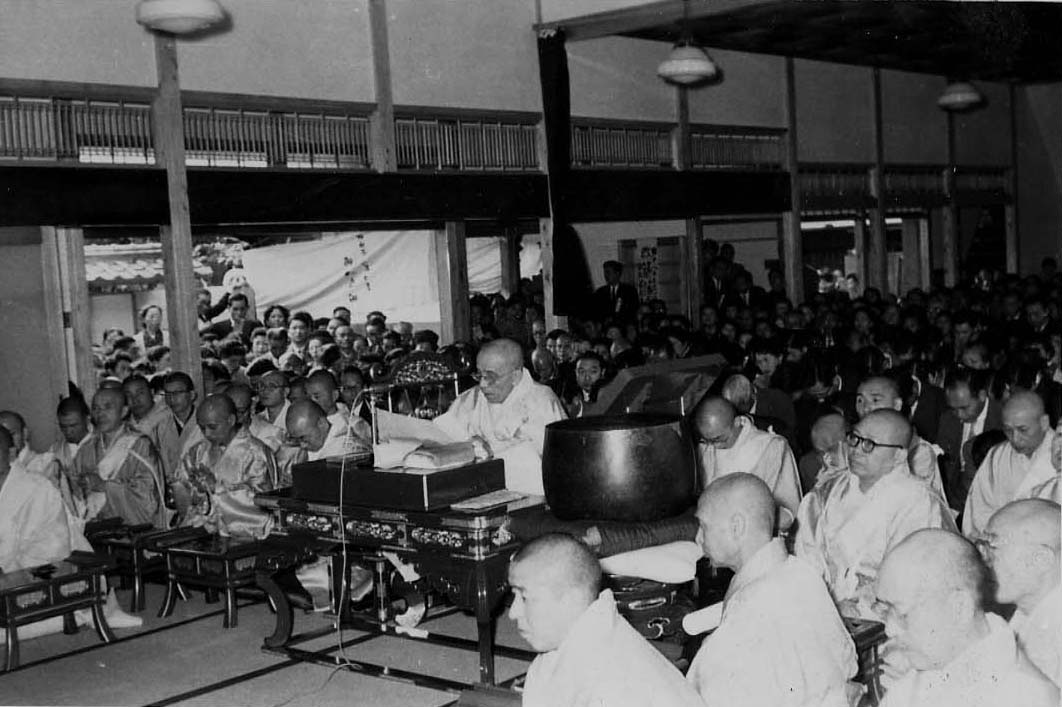
昭和32年改築された旧常在寺本堂（日淳御親修にて御会式が奉修された）

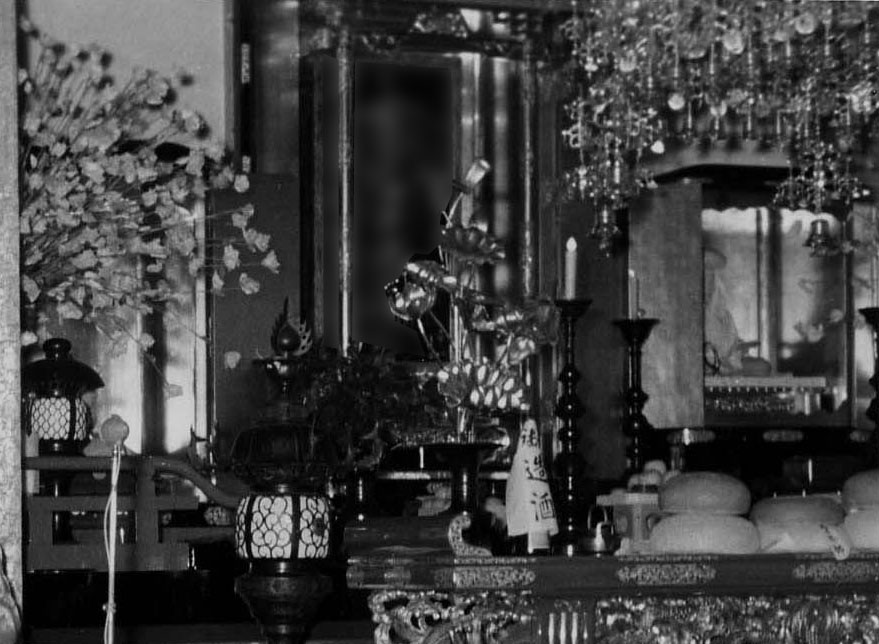
昭和32年改築された旧常在寺御宝前

常在寺（じょうざいじ）は、東京都豊島区南池袋に所在する日蓮正宗の寺院。山号は霊鷲山（りょうじゅせん）。

## 起源と歴史
- 1605年（慶長10年） - 東京上野に細井治良左衛門の寄進により「常在院」として開かれる。開基は日蓮正宗総本山大石寺第16世日就。
- 1619年（元和5年） - 寛永寺の建立のため、幕命により下谷に移転。
- 1624年（寛永1年） - 霊鷲山常在寺と改称。
- 1638年（寛永15年） - 大石寺第17世日精が大石寺を隠居して常在寺に入り伽藍を再興す。
- 1918年（大正7年）4月28日 - 雑司が谷の旧三越の辺りに移転。
- 戦後  空襲で焼け野原となった後の区画整理で現在地に移転。
- 1958年（昭和33年）4月 - 常在寺の所属信徒であった戸田城聖（創価学会第二代会長、法華講総講頭）の葬儀が行われる。

＜参考＞
常在寺縁起によれば、「夫れ当寺起立の濫觴は、本山十六世常在院日就上人慶長十年頃、東叡山上草に庵を結び居住し給う処、百性細井治良左衛門と申す人、折節教戒を蒙り、本門下種の大法を信じ、帰依渇仰の思い日々弥よ増し、終に持ち分の屋敷を以って之れを寄附し、則ち是を常在院と号す。その後、元和五年己未、東叡山御用地に付き上野庵地を召し上げられ、今に下谷村に於て替え地を下し置かれ畢ぬ。此に於て元和の頃、一宇の精舎を営む也。而して寛永元年甲子本山より補任せられ院号を改め即ち霊鷲山常在寺と号す。時に日就上人一宇起立の功成る。病身に成り給う故、冨士に引籠し、当寺に留守居を置き給う。当寺の檀越僅か両三の輩、法燈立て難し。本山の合力を得て、寺役相勤むと雖も、追日、庫裏客殿大破に及び、之れに依って本山十八世日精上人深く此の事を悲しみ、当地に諸縁ある故、本山を退院し、当寺に閑居す。昼夜に本門の要法を弘通し、爰を以って道俗は袖を列ねて帰依し、渇仰の男女は歩みを運び、終に受法得道し、各檀越と成り畢ぬ。然れば則ち精師の高徳に依って、絶を興し、廃を補い給う。仏法日々に威光を増し、法燈夜々に冥暗を照らす。」とある。

## 特徴
- 38代の住職のうち、大石寺16世日就、17世日精、24世日永、27世日養、32世日教、40世日任、41世日文、45世日礼、46世日調、48世日量、50世日誠、53世日盛、59世日亨、66世日達の14名が総本山大石寺の歴代法主として名を連ねており、宗門の要職に就いた歴代住職も多く、江戸時代から現在まで、大石寺の江戸（東京）における重要な拠点となってきた。現住職は38代・阿部日明（慧聰院・信彰房・日蓮正宗布教部長・法華講本部指導教師）。
- 江戸時代、下谷常在寺の近所に金沢藩江戸屋敷があり、江戸勤番の金沢藩士が日精より教化を受けた。このことを端緒として国元の金沢でも爆発的に大石寺信仰が広がったが、金沢藩内で大石寺信仰が認められることはなく、江戸時代末期まで金沢法難と呼ばれる大石寺信仰に対する禁圧が行われていた。
- 大石寺中興の祖と仰がれる26世日寛（当時は伊藤市之進と称された）は、常在寺の日精より教化を受け、大石寺信仰に帰依し、渇仰の思いから出家を志し、日永を師匠として常在寺で、出家得度したと伝えられる。
- 現在の本堂は建築家横山公男が設計したものである。

## 歴代住職
- 開基・初代 日就上人（日蓮正宗総本山第16世法主）
- 第2代 日精上人（日蓮正宗総本山第17世法主）
- 第3代 日永上人（日蓮正宗総本山第24世法主）
- 第4代 本修阿遠成坊日順大徳
- 第5代 本妙阿長遠坊日辰贈上人
- 第6代 日養上人（日蓮正宗総本山第27世法主）
- 第7代 本行阿圓明坊日和贈上人
- 第8代 日教上人（日蓮正宗総本山第32世法主）
- 第9代 椎名阿玉円坊日彭贈上人
- 第10代 行妙阿本成坊日意贈上人
- 第11代 日任上人（日蓮正宗総本山第40世法主）
- 第12代 日文上人（日蓮正宗総本山第41世法主）
- 第13代 日礼上人（日蓮正宗総本山第45世法主）
- 第14代 日調上人（日蓮正宗総本山第46世法主）
- 第15代 日量上人（日蓮正宗総本山第48世法主）
- 第16代 慶善阿堅領坊日勝大徳
- 第17代 日誠上人（日蓮正宗総本山第50世法主）
- 第18代 出羽阿延性坊日秀大徳
- 第19代 善行阿蓮仙坊日在大徳
- 第20代 埼玉阿本尚房日静贈上人
- 第21代 尚道阿義圓坊日全大徳
- 第22代 永隆阿要壽坊日全大徳
- 第23代 相靜阿本覚坊日進大徳
- 第24代 山内阿泰叡坊日威大徳
- 第25代 渡邊阿玄隆坊日勇大徳
- 第26代 日盛上人（日蓮正宗総本山第53世法主）
- 第27代 除名（広禎坊日操）
- 第28代 慈一阿慧命院日昇贈上人
- 第29代 日亨上人（日蓮正宗総本山第59世法主）
- 第30代 除名（紫海阿慈琱坊日照）
- 第31代 広瀬阿俊嶺院日台贈上人
- 第32代 最勝阿要道坊日大大徳
- 第33代 安積阿仁道坊日義大徳
- 第34代 日達上人（細井日達・日蓮正宗総本山第66世法主）
- 第35代 岳陽阿本種院日成上人（佐藤日成、道号は瞬道、日蓮正宗重役等歴任）
- 第36代 宣行阿義孔房日徳大徳（早瀬義孔）
- 第37代 妙修阿珪道房日剛大徳（細井珪道・日蓮正宗宗会議長等歴任）
- 第38代 慧聰院日明（阿部日明、信彰房、日蓮正宗布教部長・法華講本部指導教師）

## 所在地
- 東京都豊島区南池袋2丁目20番7号。
  - 西側約250m、池袋駅東口南側に同じく日蓮正宗の法道院がある。
  - 本寺の左隣には、下条妙蓮寺の末寺だった日蓮宗の寺院、蓮華山妙典寺がある。

## 交通アクセス
- 山手線・埼京線・東京メトロ・東武東上線・西武池袋線 池袋駅より徒歩5分

## 周辺
- 南池袋公園
- 南池袋郵便局